# Associazione Dilettantistica Voluntas Calcio Spoleto
Maillots
L'Associazione Dilettantistica Voluntas Calcio Spoleto, plus couramment abrégé en Spoleto Calcio, est un club italien de football fondé en 1932 et dans la ville de Spolète, en Ombrie.
Le club joue ses matchs à domicile au Stade communal de Spolète, doté de 1 500 places.

## Histoire
Le club est fondé en 1932 sous le nom de Polisportiva Fascista Spoleto.
Il change de nom pour Virtus Spoleto en 1942.
En 1963, le Virtus Spoleto et l’AC Spoleto fusionnent pour former l'Associazione Sportiva Spoleto.
En 1980, il prend le nom de Federazione Calcistica Spoleto, qui fusionne plus tard avec le SS Nuova Virtus Spoleto pour former le Polisportiva Nuova Spoleto.
En 1993, le club change de nom pour Spoleto Calcio, puis pour AS Fortis Spoleto FC en 2003.
Le club est refondé en 2006 après la banqueroute de l'équipe historique de l'AS Fortis Spoleto FC.
En juillet 2019, la princesse saoudienne Noura bint Saad ben Abdelaziz Al Saoud devient la nouvelle présidente du club,. Elle quitte finalement ses fonctions un peu plus d'une année plus tard en août 2020.

## Palmarès
| Compétitions nationales                                                                                                   |
| --- |
| - Championnat d'Italie D4 (1) - Champion : 2005-06 (Gr. E). - Championnat d'Italie D3 : - Vice-champion : 1946-47 (Gr. E) |

## Personnalités du club

### Présidents du club
- Noura bint Saad ben Abdelaziz Al Saoud (2019 - 2020)

### Entraîneurs du club
- Ezio Brevi
- Cristiano Gagliarducci